# Ludvig Kumlien
Ludvig Abraham Kumlien, född 18 december 1880 i Hedvig Eleonora församling i Stockholm, död 2 september 1958 i Sankt Matteus församling i Stockholm, var en svensk  målare, tecknare och kåsör. Han använde pseudonymen Kum och ibland även Ludde. 
Ludvig Kumlien var son till arkitekten Hjalmar Kumlien och Beata Lindståhl. Familjen var en del av släkten Kumlien som hade fått sitt namn efter Kumla i Balingsta socken i Uppland. Efter studier för Richard Bergh vid Konstnärsförbundets skola uppmärksammades han tidigt för sina hästmålningar. Ludvig Kumlien var också verksam som tecknare. Han skrev kåserier illustrerade med verk av Stockholmsmiljöer och hade sin första teckning i Strix 1898. Han var medarbetare i Dagens Nyheter, Söndags-Nisse och Stockholms-Tidningen. Kumlien var medlem i Konstnärsförbundet.
Som satiriker avbildade han Strindberg som en renhållningsman som kör i väg en staty av Karl XII i en skottkärra. I Kungliga biblioteket finns även en tecknad karikatyr gällande Strindbergsfejden där Kumlien tecknat Strindberg i hjältens centrala pose, men samtidigt förlöjligar författaren genom att avbilda honom i bara kalsonger och en fladdrande mantel. Han har ritat Strindberg med ett spjut i form av en jättepenna i handen och låtit Strindberg stå på två krokodiler med namnen "Knubberiet" och "Dilletantismen".
Ludvig Kumlien var från 1903 gift med Gerda Sterner (1882–1957) och hade två söner: historikern Kjell Kumlien (1903–1995) och konstnären Tore Kumlien (1904–1976). Ludvig Kumlien är begravd på Norra begravningsplatsen utanför Stockholm.